# ゾンビ・オブ・ザ・デッド
『ゾンビ・オブ・ザ・デッド』（原題：Flesh freaks）は、カナダのオリジナルビデオ。
当時高校生だったコノール・ペンダーガストが高校の友人などともに製作した映画。

## キャスト
| 役名             | 俳優                         | 日本語吹替     |
| ---------------- | ---------------------------- | -------------- |
| ジェーン         | イシー・マーサー・ジェームズ | 矢谷典子       |
| スタン           | イータン・マスカット         | 岡見文克       |
| バリー           | ロニー・ヴァルノー           | 里タクヤ       |
| リア             | エリカ・ゴールドブラット     | 小川亜夕       |
| フィッツナー教授 | クレイトン・ヘイズ           | 勝木淳         |
| ブレル博士       | ジョン・キング               | 貝原朗         |
| アンソニー       | ダン・ザブラー               | ベイサイド雄一 |
| メビウス         |                              | 坂内麗子       |

## スタッフ
- 日本語版演出 - 岡崎喜之